# Bookends
Bookends (срп. Завршеци / Крајеви) је четврти и претпоследњи албум америчког фолк рок двојца Simon & Garfunkel. Објавио га је Columbia Records 3. априла 1968. године, подстакнут успехом филма Дипломац за чије су потребе Simon & Garfunkel креирали музику. Simon & Garfunkel су раније постигли успех са својим албумима Sounds of Silence (срп. Звуци тишине, 1966) и Parsley, Sage, Rosemary and Thyme (срп. Першун, жалфија, рузмарин и мајчина душица, 1966), али је Bookends био албум који их је прославио у области контракултурне музике шездесетих којом су доминирали уметници као што су Боб Дилан и The Rolling Stones.
Bookends је концептуални албум који тематски обрађује живот од детињства до дубоке старости. За разлику од претходних албума који су искључиво припадали жанру фолк рок музике, Bookends у себи садржи и елементе џез и поп рок музике. Друга страна плоче садржи синглове које је двојац објавио пре почетка радова на албуму и песме које су биле део музике за филм Дипломац али нису искоришћене за потребе филма, укључујући A Hazy Shade of Winter и At the Zoo.
Bookends био је критички и комерцијални успех, прослављан као један од најбољих фолк рок албума, као и један од најбољих албума свих времена. Албум се пронашао на врху топ листа албума у Сједињеним Америчким Државама и у Уједињеном Краљевству (У САД, албум је провео годину дана на топ листи, у УК седам недеља). На својој листи најбољих албума свих времена, амерички телевизијски канал VH1 је прогласио Bookends за 93. најбољи албум свих времена. Bookends се налазио на 234. месту на листи 500 најбољих албума свих времена америчког магазина Rolling Stone из 2012. године, и на 102. месту у књизи 1000 Најбољих албума свих времена. О успеху овог албума, као и о успеху двојца у целини сведочи чињеница да су у недељи петнаестог јуна 1968. године, албуми the Graduate, Bookends и Parsley, Sage, Rosemary and Thyme били на прва три места на топ листи албума Сједињених Америчких Држава.

## Позадина и продукција
Пре почетка радова на албуму Bookends, Simon & Garfunkel се распао, његови чланови деморалисани неуспехом свог дебитантског албума Wednesday Morning, 3 A.M. (срп. Среда ујутро, 3 сата после поноћи, 1964). Након изненадног успеха сингла Sound of Silence који се у почетку популаризовао на радио станицама универзитета, а затим прешао у мејнстрим преко разних радио станица широм Америке, Сајмон и Гарфанкел су поново почели да раде на новој музици, и објавили су два албума у периоду од годину дана - Sounds of Silence и Parsley, Sage, Rosemary and Thyme. Овај новостечени успех привукао је пажњу режисера Мајка Николса који је био инспирисан музиком Сајмона и Гарфанкела при креирању свог филма Дипломац. Николс је понудио Сајмону и Гарфанкелу да направе музику за филм, и упркос Сајмоновом противљењу, двојац је пристао на ту идеју. Они су за потребе филма креирали две нове песме Punky's Dilemma и Overs али Николс није био импресиониран њима. Сајмон и Гарфанкел су му касније представили недовршену песму Mrs. Robinson коју је он прихватио. Арт Гарфанкел је о овом тренутку рекао:
„Пол је радио на ономе што је данас Mrs. Robinson. Али она тад није имала име па смо само попунили песму било којим тросложним именом. А због лика из филма смо само почели да певамо гђа. Робинсон... и једног дана смо седели са Мајком и причали о идејама за још једну песму. И ја сам рекао 'А шта о Mrs. Robinson?' Мајк је скочио на ноге. 'Имате песму која се зове Mrs. Robinson и нисте ми је показали?' Објаснили смо му назив и отпевали смо му песму. Мајк ју је искористио за филм као музику за гђу. Робинсон."
У другачијој верзији догађаја који су довели до убацивања песме Mrs. Robinson у филм Дипломац, Арт је рекао:
„Сећам се да сам се сусрео са Полом на звучној бини и ја и (режисер) Мајк Николс смо причали о стварима које ће бити убачене у ту сцену. И ја сам рекао Мајку, 'Знаш, Пол тренутно пише неку песму звану Гђа. Рузвелт од које планира сад да одустане, не свиђа му се. Али 'госпођа Рузвелт' може да постане 'госпођа Робинсон'. И сви смо се погледали и помислили смо, 'Да могла би. То би могло да буде то.'"
На крају је у филму искоришћено само неколико строфа (остатак текста је био смењен мелодичним певушењем Сајмона и Гарфанкела) па је песма допуњена за албум. Песма A Hazy Shade of Winter креирана је оригинално за албум Parsley, Sage, Rosemary and Thyme али су Сајмон и Гарфанкел одлучили да ту песму објаве као сингл. Песма At the Zoo је слично била објављена прво као сингл, пре него што је постала део албума. Почетком 1967. године, Сајмон је започео писање писама за албум који ће евентуално постати Bookends. У разговору са новинаром за магазин High Fidelity, рекао је: "Више ме не интересују синглови."

Главни продуценти који су сарађивали са Сајмоном и Гарфанкелом при раду на албуму били су Џон Сајмон и Рој Хили. Џон Сајмон је помагао Полу при писању текстова зато што је он патио од уметничке блокаде, док је Хили био задужен за продукцију песама у студију. Сајмон и Гарфанкел су били инспирисани продукцијом на албуму Sgt. Pepper's Lonely Hearts Club Band енглеског рок састава the Beatles и желели су да праве антитезу том албуму. У интервјуу са магазином the Guardian Арт је о инспирацији коју су Битлси имали на албум рекао:
„Битлси су били ти, када су направили Rubber Soul а затим прешли на Revolver и Sgt. Pepper - не као колекцију песама већ албум као уметничко дело. Били смо јако импресионирани, и то је осветлило пут који нас је водио као [албуму] Bookends."

## Снимање
Bookends је сниман у неколико наврата у периоду од 1966. године до 1968. године. Прва песма снимљена за потребе албума била је преснимљена верзија песме A Hazy Shade of Winter која је пре албума била објављена као сингл. Након снимања A Hazy Shade of Winter двојац се удружио са продуцентом Џоном Сајмоном за снимање песме Fakin' It у јуну 1967. године. У уговору који су Simon & Garfunkel имали са Columbia Records, Колумбија је била задужена за све трошкове плаћања студија, па су они ово искористили највише што су могли, унајмивши свираче виоле, ударачких и лимених инструмената. Желевши да максмилано експериментишу са уникатним звуковима на албуму, Сајмон и Гарфанкел су на песми Save the Life of My Child искористили тада тек креирани инструмент - синтисајзер, што је чинило Save the Life of My Child једном од првих песама снимљених уз овај инструмент.

Продуцент Џон Сајмон је сарађивао са дуом Simon & Garfunkel од почетка рада на албуму до његовог наглог напуштања издавачке куће Columbia Records. Са дуом, Сајмон је продуцирао песме Fakin' It, Punky's Dilemma, Save the Life of my Child и Overs. Снимање песме Punky's Dilemma трајало је преко 50 сати, због перфекционистичког става којег су двојац (претежно Пол Сајмон) имали. Новинар Морган Ејмс је присуствовао снимању песме Punky's Dilemma и о томе је написао:
„Рад коначно започиње... Песма је снимљена у слојевима. Прво Сајмонова гитара, затим његов глас. Касније ће поново снимити своју строфу да би је додао телу [песме]... Након снимања, Гарфанкел окида прекидач који је повезан за разглас у студију. 'Пробај поново, Пол. Мислим да је твој осећај био мало бољи прошли пут. Али ти је интонација овог пута како треба.'... Радни однос тима је изграђен на основи слушања једни других, тражења савета, прихватања савета, подизањем морала. Иако је очигледно да уживају да раде са Џоном Сајмоном, крајња одлука изгледа да долази од једног партнера другом. [...] Идеје су покушане, прихваћене, одбијене. Време пролази. Превише времена. Премало напредовања... Punky's Dilemma је остављена на тренутак и Сајмон започиње рад на наслову нове песме за албум Bookends."
Након одласка Џона Сајмона из Колумбије, Сајмон и Гарфанкел су се удружили са продуцентом Ројом Хилијем да доврше песме које су остале недовршене или уопште нису започете, у тренутку Сајмоновог одласка. Песма America је снимљена првог фебруара 1968. године, следећег дана снимљена је песма Mrs. Robinson, а осмог фебруара снимљене су песме Old Friends и Bookends Theme. Завршетком ових песама, завршени су снимање и продукција албума. У интервјуу са магазином Rolling Stone Сајмон је рекао да сматра да је снимање тог албума највише искористило студио од свих албума Simon & Garfunkel-а.

## Композиција

### Процес писања песама
У разговору за магазин Disc, Пол Сајмон је Пенију Валентајну рекао: „Добио сам идеју за овај албум одмах после прошлог [албума]. Честа тема албума је прославити се  у Америци. Наш почиње са песмом, Save the Life of My Child и одатле иде даље. Текстуално, мислим да је много бољи од свега што смо радили раније." Сајмон је током креације албума често пушио хашиш, јер је сматрао да је дрога била неопходна за његов процес писања песама. Злоупотреба опијата почела је негативно да утиче на Сајмона, након чега је он почео да се изолује од других. У интервјуу са магазином Rolling Stone, Сајмон је говорио о својим искуствима са хашишом: 
„[Дрога] ме је натерала да се више повучем у себе. Извукла је из мене страхове које сам имао, и ја мислим да ми није помогла са писањем текстова иако сам био убеђен да не могу да пишем без ње. Морао сам да будем надуван да бих писао. Није ни било битно, јер сам био надуван сваки дан у сваком случају. Али мислим да је већина бола који се налази у песмама од пренаглења због дроге. Када постанеш депресиван кад си надуван, она те баш ограничи. Стварно те замота. И често сам био сам. Био сам на турнеји и био сам сȃм."
Коришћење дроге је често доводило до интроспективних момената, где би Сајмон сагледавао себе, свој живот и историју своје породице.
„Током једног сањарења изазваног хашишом размишљао сам се у себи, "Баш сам у чудној позицији. Зарађујем паре писањем и извођењем песама. Само би то данас било могуће. Да сам рођен пре стотину година, не бих ни био у овој земљи. Вероватно бих био у Бечу или одакле год су моји преци – Мађарске –  и не бих био гитариста-извођач.""
Сајмон је осмислио концепт албума пре него што је написао иједну песму. Гарфанкелу је објаснио: „Почећу да пишем целу страну албума — циклус песама. Желим да раније песме буду о младости а последње песме о позним годинама, и желим да осећање сваке песме пристаје."

## Списак песама
Све песме на албуму је написао Пол Сајмон, осим песме Voices of Old People коју је написао Арт Гарфанкел
| №  | Назив                     | Снимљено          | Трајање |  |
| 1. | Bookends Theme            | 8. март 1968      | 0:32    |  |
| 2. | Save the Life of My Child | 14. децембар 1967 | 2:49    |  |
| 3. | America                   | 1 фебруар 1968    | 3:35    |  |
| 4. | Overs                     | 16. октобар 1967  | 2:14    |  |
| 5. | Voices of Old People      | 6. фебруар 1968   | 2:07    |  |
| 6. | Old Friends               | 8 март 1968       | 2:36    |  |
| 7. | Bookends Theme            | 8. март 1968      | 1:16    |  |

| №               | Назив                  | Снимљено          | Трајање |  |
| 1.              | Fakin' It              | јун 1967          | 3:17    |  |
| 2.              | Punky's Dilemma        | 5. октобар 1967   | 2:12    |  |
| 3.              | Mrs. Robinson          | 2. фебруар 1968   | 4:02    |  |
| 4.              | A Hazy Shade of Winter | 7. септембар 1966 | 2:17    |  |
| 5.              | At the Zoo             | 8. јануар 1967    | 2:23    |  |
| Укупно трајање: | Укупно трајање:        | Укупно трајање:   | 29:51   |  |

| №               | Назив                                   | Снимљено        | Трајање |  |
| 13.             | You Don't Know Where Your Interest Lies | 14. јун 1967    | 2:18    |  |
| 14.             | Old Friends (Демо верзија)              | 1968            | 2:10    |  |
| Укупно трајање: | Укупно трајање:                         | Укупно трајање: | 33:48   |  |

## Особље
- Пол Сајмон – вокали, гитара
- Арт Гарфанкел – вокали, удараљке, продукција

### Додатно особље
- Хол Блејн – бубњеви, удараљке
- Џо Озборн – бас-гитара
- Лери Кнечел – клавир, клавијатура, бас гитара на песми Mrs. Robinson
- Џон Сајмон – синтисајзер на песми Save the Life of My Child

### Продукција
- Simon & Garfunkel
- Рој Хили
- Џон Сајмон
- Боб Џонстон
- Џими Хескл
- Ричард Аведон[34]